# 大王貴妃 (宋)
貴妃王氏（きひ おうし、生没年不詳）は、北宋の徽宗の貴妃。徽宗には他にも王姓の貴妃がおり、その区別のためもあって大王貴妃と呼ばれる。

## 生涯
初め欽聖皇后（徽宗の嫡母）の侍女を務め、後に端王趙佶（後の徽宗）の側室となった。端王が皇帝に即位後、初め寿昌郡君となり、美人、嬪、妃に進み、貴妃にいたった。徽宗の寵愛を受けて、多くの子供を産んだ。
靖康の変の前後の動静については記録がない。早くに薨去したか、あるいは変の際に行方知れずとなったかも不明である。

## 子女
- 趙楷（鄆王）
- 崇徳帝姫
- 保淑帝姫
- 熙淑帝姫
- 趙梴（相国公）

## 伝記資料
- 『宋史』
- 『宋会要輯稿』